# Orde van de Nationale Vlag

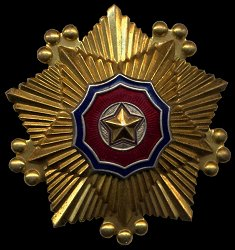
Orde van de Nationale Vlag

De Orde van de Nationale Vlag (Koreaans: 국기훈장, Kukki Hunchang) is een Noord-Koreaans onderscheidingsteken. Het werd ingesteld op 2 oktober 1948. 
De onderscheiding is een vijfpuntige rombus met gouden stralen. In het midden is een gouden ster op een rood vlak met een blauwe zoom geplaatst. Men draagt deze ster op de borst. 
De baton is voor de eerste klasse blauw-wit-rood-wit-blauw met een brede gele streep in het midden.
De tweede en derde klasse dragen twee en drie smalle gouden strepen.